# Mixochthonius concavus
Mixochthonius concavus är en kvalsterart som först beskrevs av Chinone 1974.  Mixochthonius concavus ingår i släktet Mixochthonius och familjen Brachychthoniidae. Inga underarter finns listade i Catalogue of Life.